# Boutique dite Boucherie moderne
La boucherie Moderne est une ancienne boucherie située à Pamiers, dans le département français de l'Ariège.

## Localisation
Le commerce est situé au numéro 81 de la rue Gabriel-Péri, dans le centre-ville ancien de la ville de Pamiers.

## Description
La devanture avec son décor en faïence de Gien de style art déco est inscrite au titre des monuments historiques par arrêté du 17 mars 2003. 

## Historique
La devanture date du milieu des années 1930.